# 川崎市営トロリーバス
川崎市営トロリーバス（かわさきしえいトロリーバス）では、川崎市交通局が運営していた無軌条電車線（トロリーバス）について述べる。

## 概要
川崎市では1950年（昭和25年）12月15日より市営バスを導入していたが、それよりも燃料コストが安いということでトロリーバスの導入を決断、1949年（昭和24年）9月に運輸省へ中央線、臨港循環線、扇町線計18.6kmの開設を申請し、このうち中央線及び臨港循環線の一部区間の計7.7kmが1950年（昭和25年）7月に承認され、1951年（昭和26年）3月に日本で3番目（戦後としては初）の都市トロリーバス新線として開業した。川崎市電とともに市内の公共交通機関としての役目を担い順次路線も延伸されたが、昭和30年代後半以降の利用客減少に見舞われて収益が悪化、1967年（昭和42年）に市の交通事業再編計画の波を受け、市電より一足早く全廃された。
廃止後、車両の一部は横浜市営トロリーバスに売却されたほか、高津区の二子塚公園に100形104号が保存された。2024年には老朽化に伴い解体される予定であったが、解体計画を知った鉄道愛好家の申し出により解体を免れ、保存会を立ち上げた上で修復を目指し、2024年12月21日に二子塚公園から搬出された。
なお、現在川崎市バス塩浜営業所が運行する水江町線は、トロリーバスが運行していたのとほぼ同じルートになっている。また2023年から臨港バスがトロリーバスと似たルートで「KAWASAKI BRT」を運行している。

## 路線データ
1967年当時
- 路線距離：川崎駅前 - 鋼管水江製鉄前間7.3km
- 電化方式：直流600V

国鉄塩浜操車場の設置に伴い1964年（昭和39年）からは池上新田 - 日本鋼管池上正門前間で貨物線と平面交差を行っていた。貨物線は直流1500Vで電化されトロリーバスの架線電圧と異なっているため、交差部分ではトロリーバスの架線を設置せず、144Vのバッテリーで走行することで対応した。

## 沿革
- 1951年（昭和26年）3月1日 川崎駅前 - 中島一丁目 - 池上新田 - 桜本間（3.65km）開業
- 1954年（昭和27年）1月1日 池上新田 - 桜本間を市電に切り替えて廃止
- 1954年（昭和29年）8月16日 池上新田 - 日立造船前間開業
- 1962年（昭和37年）11月30日 川崎駅前 - 市民会館前 - 大島四丁目間が開業し、川崎駅側がラケット形環状運転となる
- 1964年（昭和39年）10月28日 日立造船前 - 鋼管水江製鉄前間開業
- 1967年（昭和42年）5月1日 全線廃止

## 停留所
1967年当時
大島四丁目 → 市立高校前 → 中島一丁目 → 富士見公園前 → 市民会館前 → 榎町 → 市役所前 → 小美屋前 → 川崎駅前 → 川崎警察署前 → 市立川崎病院前 → 野球場裏 → 大島四丁目 - 大島五丁目 - 藤崎町 - 池藤橋 - 臨港警察署前 - 池上新田 - 日本鋼管池上正門前 - 入江橋 - 鋼管水江北門前 - 鋼管水江正門前 - 日立造船前 - 鋼管水江南門前 - 鋼管水江製鉄前
- 大島四丁目 - 市民会館前 - 川崎駅前 - 野球場裏 - 大島四丁目間はラケット状ループ線

## 輸送実績
| 年度 | 旅客輸送人員（千人） |
| ---- | -------------------- |
| 1958 | 6,457                |
| 1963 | 11,976               |
| 1966 | 8,211                |

- 私鉄統計年報各年版

## 車両
川崎市営トロリーバスで運用される車種はバラエティに富んでおり、メーカーの試作車を購入した車両も多かった。また、一部の車両に対しては車体更新が行われている。
- 100形 - 4両（101 - 104号）
  - 1951年製造（101 - 103号）、1954年改造（104号）。104号を除く3両の車体は富士自動車が製造。104号は名古屋市のトロリーバスで試験運行されていた車両を1954年に改造したもの。4両とも1963年（昭和38年）、富士重工にて車体更新を受けた。
- 200形 - 2両（201 - 202号）
  - 1951年製造。車体は宇都宮車輛が、電装品は東洋電機が製造。1964年（昭和39年）、富士重工にて車体更新を受けた。
- 300形 - 4両（301 - 304号）
  - 1951年製造（301 - 303号）、1954年導入（304号）。301 - 302号の車体（200形と同仕様）は宇都宮車輛が、303 - 304号の車体は広瀬車両が製造。電装品の製造は4両とも三菱電機。304形はもともと試作車で会った車両を1954年（昭和29年）に導入したもの。301 - 302号は1965年（昭和40年）に、303号は1962年（昭和37年）に、304号は1963年（昭和38年）にいずれも富士重工で車体更新を受けた。
- 500形 - 2両（501 - 502号）
  - 1955年製造。車体は富士自動車、車台は日野、電装品は東芝が製造。車体更新は受けていない。
- 600形 - 3両（601 - 603号）
  - 1960年製造（601 - 602号）、1961年導入（603号）。車体は東急車輌、車台は三菱ふそう、電装品は東芝と東洋電機が製造。車体更新は受けていない。
- 700形 - 4両（701 - 704号）
  - 1962年製造。車体は富士重工、車台は三菱ふそう、電装品は東洋電機が製造。車体更新は受けていない。川崎市営トロリーバスが廃止された後は全車が横浜市営トロリーバスに譲渡され、121号 - 124号として使用された。